# Jacques Lebrun

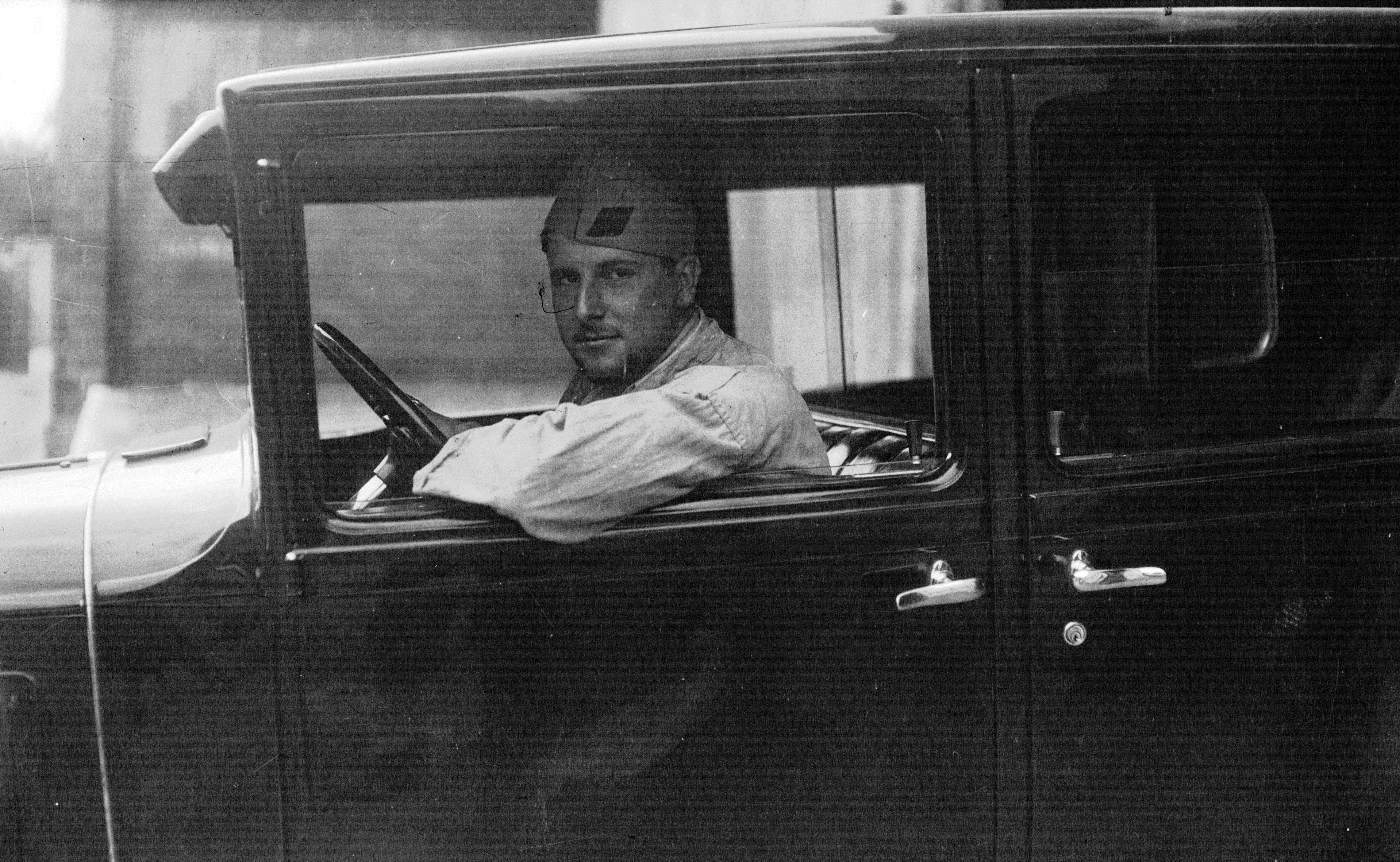
Jacques Lebrun, campeón olímpico (yate) 1932

Jacques Baptiste Lebrun (París, 20 de septiembre de 1910-Neuilly-sur-Seine, 14 de enero de 1996) fue un deportista francés que compitió en vela en la clase Snowbird. Participó en cinco Juegos Olímpicos de Verano entre los años 1932 y 1960, obteniendo una medalla de oro en Los Ángeles 1932 en la clase Snowbird.

## Palmarés internacional
| Juegos Olímpicos | Juegos Olímpicos             | Juegos Olímpicos | Juegos Olímpicos |
| Año              | Lugar                        | Medalla          | Clase            |
| ---------------- | ---------------------------- | ---------------- | ---------------- |
| 1932             | Los Ángeles (Estados Unidos) | Medalla de oro   | Snowbird         |